# Triaspis striola
Triaspis striola är en stekelart som först beskrevs av Thomson 1874.  Triaspis striola ingår i släktet Triaspis och familjen bracksteklar. Enligt den finländska rödlistan är arten otillräckligt studerad i Finland. Arten är reproducerande i Sverige. Artens livsmiljö är åsmoskogar. Inga underarter finns listade i Catalogue of Life.